# Rubiataba
Rubiataba is een gemeente in de Braziliaanse deelstaat Goiás. De gemeente telt 18.618 inwoners (schatting 2009).
De plaats is zetel van het rooms-katholieke bisdom Rubiataba-Mozarlândia.